# 赵鸣骥
赵鸣骥（1957年10月—），辽宁盖州人，中华人民共和国政治人物。

## 生平
1986年9月，加入中国共产党，东北财经大学财税学院财政学专业研究生毕业，获经济学博士学位。1988年至1997年，任财政部农业财务司事业处副处长、农业司事业处处长。1997年至2001年，任财政部农业司副司长，2001年至2012年，任国家农业综合开发办公室常务副主任（正司长级）、财政部农业司司长。2012年至2016年4月，任财政部人事教育司司长。2016年4月至2018年1月，任中华人民共和国财政部部长助理、党组成员。2018年6月任中国注册会计师协会第六届理事会会长。